# Акрил
Акрил — узагальнююча назва полімерів на основі похідних акрилової та метакрилової кислот і полімерних композицій з них. Як основа акрилових полімерів використовується поліметилметакрилат — винайдений німецькими хіміками в 1930-х. Він розроблявся як альтернатива склу та отримав відповідну назву — «органічне скло». Оргскло прозоре як справжнє скло, але на відміну від нього воно легке, конструктивно міцне, має низьку теплопровідність і пропускає ультрафіолетові промені.
Оскільки акрил простий у догляді, стійкий до побутових кислот і розчинників, на ньому не розмножуються бактерії, він найчастіше використовується для виробництва сантехніки, фарб, герметиків, мундштуків а також кухонних стільниць, мийок та фартухів.